# Salitis
Salitis fue un gobernante hicso, ca. 1650 - 1631 a. C., y según Flavio Josefo fue el fundador de la dinastía XV de Egipto, también denominada de los Grandes hicsos.
Flavio Josefo, copiando a Manetón, lo denominó Salitis: 

Durante el reinado de Tutimeos, por una causa que ignoro, nos golpeó Dios e, inesperadamente, unos hombres de estirpe desconocida, procedentes de oriente, con osadía invadieron nuestro país, al que sometieron mediante la fuerza, sin dificultad ni combate... 
proclamaron rey a uno de los suyos, cuyo nombre era Salitis...
Flavio Josefo: Contra Apión, I, 14,

Julio Africano escribió: «El primero de estos reyes, Saites, reinó 19 años y de él recibe su nombre el nomo saita».
Soberano del Bajo Egipto, mantuvo como vasallos tanto a los últimos dirigentes de la dinastía XIII, como a los primeros jefes tebanos de la dinastía XVII de Egipto. Se alió con varios gobernantes de los reinos independientes que surgieron en Kush (Nubia).
Es identificado por von Beckerath con Sejaenra, con Sharek por Borchardt, y con Samuqenu por Ryholt, nombres hallados en escritura jeroglífica en los escarabeos hicsos. 

## Titulatura
| Titulatura | Jeroglífico | Transliteración (transcripción) - traducción - (referencias) |

| N5 | O34 · N28 | D36 · N35 |

| N5 | O34 · N28 | D36 · N35 |

| N5 | O34 · N28 | D36 · N35 |

| N5 | O34 · N28 | D36 · N35 |

| N5 | O34 · N28 | D36 · N35 |

| N5 | O34 · N28 | D36 · N35 |

| N5 | O34 · N28 | D36 · N35 |

| N5 | O34 · N28 | D36 · N35 |

| N5 | O34 · N28 | D36 · N35 |

| N5 | O34 · N28 | D36 · N35 |

| N5 | O34 · N28 | D36 · N35 |

| N5 | O34 · N28 | D36 · N35 |

| N5 | O34 · N28 | D36 · N35 |

| N5 | O34 · N28 | D36 · N35 |

| N5 | O34 · N28 | D36 · N35 |

| N5 | O34 · N28 | D36 · N35 |

| M8 | D21 · V31 |

| M8 | D21 · V31 |

| M8 | D21 · V31 |

| M8 | D21 · V31 |

| M8 | D21 · V31 |

| M8 | D21 · V31 |

| M8 | D21 · V31 |

| M8 | D21 · V31 |

| M8 | D21 · V31 |

| M8 | D21 · V31 |

| M8 | D21 · V31 |

| M8 | D21 · V31 |

| M8 | D21 · V31 |

| M8 | D21 · V31 |

| M8 | D21 · V31 |

| M8 | D21 · V31 |